# Comuna Velîki Orlînți, Krasîliv
Velîki Orlînți (în ucraineană Великі Орлинці) este o comună în raionul Krasîliv, regiunea Hmelnîțkîi, Ucraina, formată din satele Kliucivka și Velîki Orlînți (reședința).

## Demografie
Componența lingvistică a comunei Velîki Orlînți
     Ucraineană (100%)
Conform recensământului din 2001, toată populația comunei Velîki Orlînți era vorbitoare de ucraineană (100%).